# Патерик
Патерикът (от на гръцки: πατεριϰά, на гръцки: πατερικόν — баща, отец, т.е. отечник) е жанр на християнската аскетична литература, представляващ сборник с поучителни разкази за духовните подвизи на християнските отшелници и монаси, известни със своето благочестие или аскетизъм и представящ техните поучения (апофтегма). Патерикът прославя подвига на подвижничеството и е предназначен за духовно полезно четене и укрепване във вярата.
За разлика от житието, което хронологично представя живота на светеца, патерикът включва само най-значимите и поучителни епизоди от живота на светеца.
Патериците са съставяни и превеждани основно на коптски, сирийски, латински, арменски, грузински, църковнославянски, руски език. Първите сборници с разкази и поучения, свързани пряко или косвено с живота на монасите, са създадени през периода 4-7 век на латински и койне, като са обособени в превод на старобългарски в 6 сборника: „История на египетските монаси“ (395-396); „Лавсаик“ на еленополския епископ Паладия (ок. 420); „Книга на светите мъже“ от 6 век; „Сентенции на светите старци“ от 7 век; „Диалози за живота и чудесата на италианските отци“ (593-594) и „Духовно пасбище“ (Лимонар или Лимонис) на Йоан Мосх (ок. 634).
Патериците са поделят на две групи: такива с акценти от живота на аскети (синайски, египетски, римски) и други предимно включващи техните „слова” и мисли (скитийни, азбучни, йерусалимски). Терминът „патерик“ е използван за първи път през 7 век от византийския агиограф Леонтий Кипърски в неговото „Допълнение към житието на Йоан Милостиви“. Ранните патерици са посветени на египетски и отчасти на палестински и византийски монаси от 3-6 век. В края на 4 век е написана Историята на египетските монаси. В началото на 5 век (около 420 г.) Паладий от Хеленополис съставя „Лавсаик”, фокусирайки се главно върху египетските монаси. В Египет са създадени две колекции от „Светоотечески изказвания“ („Apophtegmata patrum“): в края на 5 век „Азбучно-анонимен сборник“ в който статиите са представени от имената на бащите (от Антоний до Ор - 2000 разкази и поучения) и текстове върху неназовани теми; и през 6 век „Систематичен сборник“, в който текстовете са организирани по теми. В средата на 6 век римските дякони Пелагий и Йоан превеждат тази египетска колекция на латински. В началото на 7 век Йоан Мосх написва „Лимонар“.
„Диалози за живота и чудесата на италианските отци и за безсмъртието на душата“ от края на 6 век на папа Григорий I Велики са посветени на италианските монаси от 5-6 век. Този патерик е написан на латински. Около 752 г. папа Захарий завършва негов гръцки превод. Предполага се, че "Мислите на бащите" са създадени по модела на късноантични сборници с изказвания на известни личности, а също и вероятно под влиянието на трактата на Мишна "Пиркей авот" ("Ученията на бащите").
Късната античност е благодатно време за съставянето и превеждането на патерици на различни езици. Така преди Втория събор в Константинопол през 553 г. са съставяни или превеждани патерици на коптски, сирийски, арменски, согдийски, арабски и етиопски езици. Благодарение на тези патерици са запазени ученията на по-късно осъдени като еретици, като Евагрий Понтийски.
През 10 век светогорският монах (авва) Исая съставя Митерикон, който съдържа наставления към монахините под формата на изказвания на аскети. По това време този жанр е заимстван и в старобългарската литература. Гръцки и латински патерици са превеждани от 9-10 век в старобългарските скрипториуми и посредством тях навлизат в Централна и Източна Европа. Това се случва главно в България, но и в Моравия. Най-ранният от тях е превод от гръцки през 9-ти век на „Систематичен сборник“ и се приписва на славянския първоучител Методий от Солун, въпреки че латинския превод от 6 век е най-близо до старобългарския писмен паметник. По-късно са направени преводи на „Историята на египетските монаси“ и „Лавсаик“, които не по-късно от 950 г. влизат в „Египетския патерик“. Не по-късно от 971 г. на старобългарски е преведен и „Азбучно-анонимния сборник“ под името „Азбучен Йерусалимски патерик“, както и „Диалозите на папа Григорий за живота и чудесата на италианските отци и безсмъртието на душата“ – под името „Римски патерик“, като старобългарския превод респондира към гръцкия текст. „Лимонарът“ е преведен със заглавието „Синайски патерик“. Най-ранният известен негов препис датира от 11-12 век, а текста му е на глаголица.
Най-известният оригинален старобългарски патерик е „Сводният патерик“, създаден през 13 век в България. В манастира Кърка се пази среднобългарския Висарионов патерик от 1346 г. на чиято корица на старобългарски е изписано „Сияйна книга на манастира Хилендар“. Старобългарските патерици за взаимствани и навлизат и в староруската литература през 11 век главно в старобългарски преводи. 
През 1640-те години Московската печатница (Московския печатен двор) подготвя и набира първия сборник с патерици на църковнославянски под името „Азбучен патерик“, който обаче е отпечатан чак през 1791 г. от староверци в Супрасълския манастир.